# 1223
Cette page concerne l'année 1223  du calendrier julien.
L'année 1223 est une année commune qui commence un dimanche.

## Événements
- Janvier : l'émir ayyoubide de Damas Al-Mu'azzam tente de s’emparer de Hama, mais l’intervention de ses frères Al-Kâmil et Al-Ashraf l’oblige à y renoncer[1].
- Gengis Khan tient un quriltay dans la région de Tachkent, où il organise les territoires conquis. Il passe l’été 1223 dans les vallées du Tchou et du Talas[2].
- En Chine, les Mongols de Moukhali, au terme d’une guerre de sept ans (1217-1223), finissent par repousser les troupes impériales et réduisent l’empire des Djürchet au territoire de Ho Nan[2].

### Europe
- 25 mars : début du règne de Sanche II, dit Capel roi de Portugal (fin en 1248).
- Mars : Mirepoix est libéré et Guy Ier de Lévis doit gagner Carcassonne[3].
- Mai : trêve entre Raymond VII de Toulouse et Amaury VI de Montfort[4].
- 6 mai : Valdemar II de Danemark est enlevé par les princes allemands au cours d’une partie de chasse et ne sera libéré que contre une forte rançon en 1227[5].
- 31 mai : le prince de Galitch et les Coumans sont mis en déroute par les Mongols à la bataille de la Kalka. Le prince Mstislav III Boris de Kiev, qui résiste seul se défend pendant trois jours puis est mis à mort après avoir capitulé[6].
  - Après leur victoire sur les Russes, les Mongols ravagent les comptoirs génois de Soldaïa en Crimée[7], puis franchissent la Volga. Ils se présentent devant Bolghar où ils sont repoussés. Après une incursion chez les Turcs Kangli de l’Oural, Djebé et Subötai rejoignent le gros des troupes mongoles au nord de la Caspienne.
- 6 juillet : concile de Paris contre les Albigeois[8].
- 14 juillet : Louis VIII le Lion devient roi de France à la mort de son père.
- 29 juillet : une assemblée réunie à Bergen[9] confirme définitivement le droit héréditaire au trône de Haakon IV Haakonsson, roi de Norvège (fin de règne en 1263).

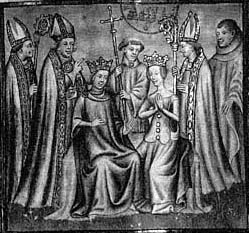
6 août : Couronnement de Louis VIII le Lion et de Blanche de Castille

- 6 août : Louis VIII est sacré à Reims avec sa femme Blanche de Castille[10]. Il soumet et rattache la totalité du Poitou et de la Saintonge au royaume de France, mais doit compter avec la révolte des seigneurs du Languedoc.
- 29 novembre : le pape Honorius III approuve la Règle de l’Ordre des frères mineurs[11].

- Pierre Ier de Bretagne fait construire les châteaux de Saint-Aubin-du-Cormier et du Gâvre (1224)[12].
- Albert le Grand, étudiant à Padoue, serait entré dans l’ordre des dominicains fondé dix ans plus tôt[13]. Il est successivement lecteur à Cologne (1228), Hildesheim (1233), Fribourg-en-Brisgau, Ratisbonne, Strasbourg. Il se rend à Paris en 1240 pour y prendre ses grades.
- Les dominicains venus en Russie sont expulsés de Kiev par le prince Vladimir. Une forte réaction anti-latine se manifeste depuis le sac de Constantinople par les croisés en 1204[14].